# Campionat de Catalunya de futbol 1939-1940
La temporada 1939-40 del Campionat de Catalunya de futbol fou la quarantena i darrera edició de la competició. Fou disputada la temporada 1939-40 pels principals clubs de futbol de Catalunya.

## Primera Categoria

### Classificació final
| Pos | Equip            | PJ | PG | PE | PP | GF | GC | DG  | Pts | Classificació |
| --- | ---------------- | -- | -- | -- | -- | -- | -- | --- | --- | ------------- |
| 1   | RCD Espanyol (C) | 10 | 9  | 1  | 0  | 35 | 11 | +24 | 19  | Campió        |
| 2   | Girona FC        | 10 | 6  | 1  | 3  | 17 | 12 | +5  | 13  |               |
| 3   | FC Barcelona     | 10 | 5  | 0  | 5  | 29 | 20 | +9  | 10  |               |
| 4   | FC Badalona      | 10 | 5  | 0  | 5  | 16 | 32 | −16 | 10  |               |
| 5   | EC Granollers    | 10 | 2  | 1  | 7  | 13 | 20 | −7  | 5   |               |
| 6   | CE Sabadell      | 10 | 1  | 1  | 8  | 8  | 23 | −15 | 3   |               |

La nova Federació constituïda pel govern feixista, vencedor de la guerra, no reconegué els campionats disputats durant la guerra a la zona republicana i va inscriure a la competició els equips que hi tenien dret l'estiu del 1936. Per aquest motiu, Europa i Júpiter perderen la categoria respecte al darrer campionat català. També es produí la castellanització dels noms dels clubs catalans, en ésser prohibida les denominacions catalanes o angleses, com fou el cas de l'Avenç de l'Esport que esdevingué Club Deportivo San Andrés, el Futbol Club Martinenc que esdevingué Club Deportivo San Martín, o el Granollers Sport Club que esdevingué Club Deportivo Granollers (en aquest article mantindrem la denominació original). També es produí un canvi de denominació "curiós", com fou el del Júpiter, obligat a denominar-se Hércules.
Pel que fa al campionat, aquest fou vençut pel RCD Espanyol, club que recuperà el títol de Reial. Fou el darrer campió català.

### Resultats finals
- Campió de Catalunya: RCD Espanyol
- Classificats per Campionat d'Espanya: RCD Espanyol, Girona FC, FC Barcelona i UE Sant Andreu (aquest com a campió de Primera B)
- Descensos: Cap (fou la darrera edició del campionat)
- Ascensos: Cap (fou la darrera edició del campionat)

## Segona Categoria
La primera categoria B va estar formada per 8 equips. La classificació final fou:

| Pos | Equip              | PJ | PG | PE | PP | GF | GC | DG  | Pts | Classificació |
| --- | ------------------ | -- | -- | -- | -- | -- | -- | --- | --- | ------------- |
| 1   | UE Sant Andreu (C) | 14 | 11 | 1  | 2  | 49 | 18 | +31 | 23  | Campió        |
| 2   | CE Europa          | 14 | 8  | 1  | 5  | 47 | 19 | +28 | 17  |               |
| 3   | CE Hèrcules        | 14 | 7  | 2  | 5  | 35 | 22 | +13 | 16  |               |
| 4   | Terrassa FC        | 14 | 6  | 3  | 5  | 27 | 29 | −2  | 15  |               |
| 5   | Vic FC             | 14 | 7  | 1  | 6  | 42 | 31 | +11 | 15  |               |
| 6   | FC Martinenc       | 14 | 2  | 6  | 6  | 23 | 42 | −19 | 10  |               |
| 7   | UE Sants           | 14 | 3  | 2  | 9  | 20 | 54 | −34 | 8   |               |
| 8   | UA Horta           | 14 | 3  | 1  | 10 | 17 | 43 | −26 | 7   |               |

La UE Sant Andreu es proclamà campiona. Com no hi va haver ascens de categoria, fou la darrera edició del campionat de Catalunya, el club campió va rebre com a premi la participació en la Copa d'Espanya.

## Tercera Categoria
La tercera categoria (anomenada Segona Categoria Preferent) estigué formada per 14 clubs dividits en dos grups de 7.
| Pos | Equip         | PJ | Pts |
| --- | ------------- | -- | --- |
| 1   | Gràcia SC (Q) | 12 | 20  |
| 2   | CF Calella    | 12 | 13  |
| 3   | FC Mollet     | 12 | 12  |
| 4   | CE Mataró     | 12 | 12  |
| 5   | CE Manresa    | 12 | 11  |
| 6   | UE d'Arenys   | 12 | 8   |
| 7   | Sant Cugat FC | 12 | 8   |

| Pos | Equip                 | PJ | Pts |
| --- | --------------------- | -- | --- |
| 1   | Club Gimnàstic (Q, C) | 12 | 17  |
| 2   | FC Vilanova           | 12 | 16  |
| 3   | Reus Deportiu         | 12 | 15  |
| 4   | Sant Sadurní FC       | 12 | 11  |
| 5   | FC Santboià           | 12 | 10  |
| 6   | FC Amposta (Nota)     | 11 | 7   |
| 7   | Tàrrega FC (Nota)     | 11 | 6   |

Gràcia SC i Gimnàstic de Tarragona es proclamaren campions de grup. Ambdós s'enfrontaren per decidir el campió de la categoria:
| Club Gimnàstic | 3 - 3         | Gràcia Sport Club |
| -------------- | ------------- | ----------------- |
|                | MD-1940/02/05 |                   |

 El Vendrell
| Club Gimnàstic | 3 - 0         | Gràcia Sport Club |
| -------------- | ------------- | ----------------- |
|                | MD-1940/02/19 |                   |

 Vilanova i la Geltrú
El Gimnàstic de Tarragona es proclamà campió de la Segona Categoria Preferent.
En finalitzar la temporada, el Campionat de Catalunya de futbol fou eliminat per la nova federació.